# Карловка (Северо-Казахстанская область)
Карловка (каз. Карловка) — село в Айыртауском районе Северо-Казахстанской области Казахстана. Входит в состав Украинского сельского округа. Код КАТО — 593251400.

## География
Находится примерно в 35 км к юго-западу от села Саумалколь, административного центра района, на высоте 312 метров над уровнем моря. Код КАТО — 593251400.

## Население
В 1999 году население села составляло 236 человек (110 мужчин и 126 женщин). По данным переписи 2009 года, в селе проживало 149 человек (74 мужчины и 75 женщин).